# Oliver Twist (film, 1922)
Pour les articles homonymes, voir Oliver Twist (homonymie).
Pour plus de détails, voir Fiche technique et Distribution.
Oliver Twist est un film américain réalisé par Frank Lloyd en 1922, adapté du roman de Charles Dickens Oliver Twist.
Cette adaptation muette constitue l'une des plus fidèles au roman de Dickens. Le film rassemble deux grandes stars du cinéma muet : Lon Chaney (Fagin, ici, étrangement ressemblant à un vieux juif, qui apprend à voler aux enfants) et Jackie Coogan (Oliver Twist), le jeune acteur qui partageait l'affiche avec Charlie Chaplin dans Le Kid. Leur jeu est souvent qualifié d'impressionnant et de stupéfiant. Le film dure environ 90 minutes (plus de 360 m en super 8 à 18 i/s). La copie du film fut perdue, puis retrouvée sans intertitre dans les années 1970. Le film fut restauré et les intertitres réécrits par Blackhawk avec l'aide de Jackie Coogan et Sol Lesser (le producteur). Insistant sur le côté mélodramatique de l'action, le film retrace particulièrement bien l'atmosphère des bas-fonds londoniens à l'époque victorienne.

## Synopsis
Né vers les années 1830 en Angleterre, dans une petite bourgade, orphelin de mère, et abandonné par son père, Oliver Twist est placé dans une institution qui exploite ses pensionnaires. Dès  qu’il fût en âge de travailler, il devient l’apprenti d’un croque-mort qui le maltraite. Il s’enfuit et part à Londres où il sera confronté à un choix de vie : suivre les truands ou se faire adopter par la « bonne société ».

## Fiche technique
- Titre : Oliver Twist
- Réalisation : Frank Lloyd

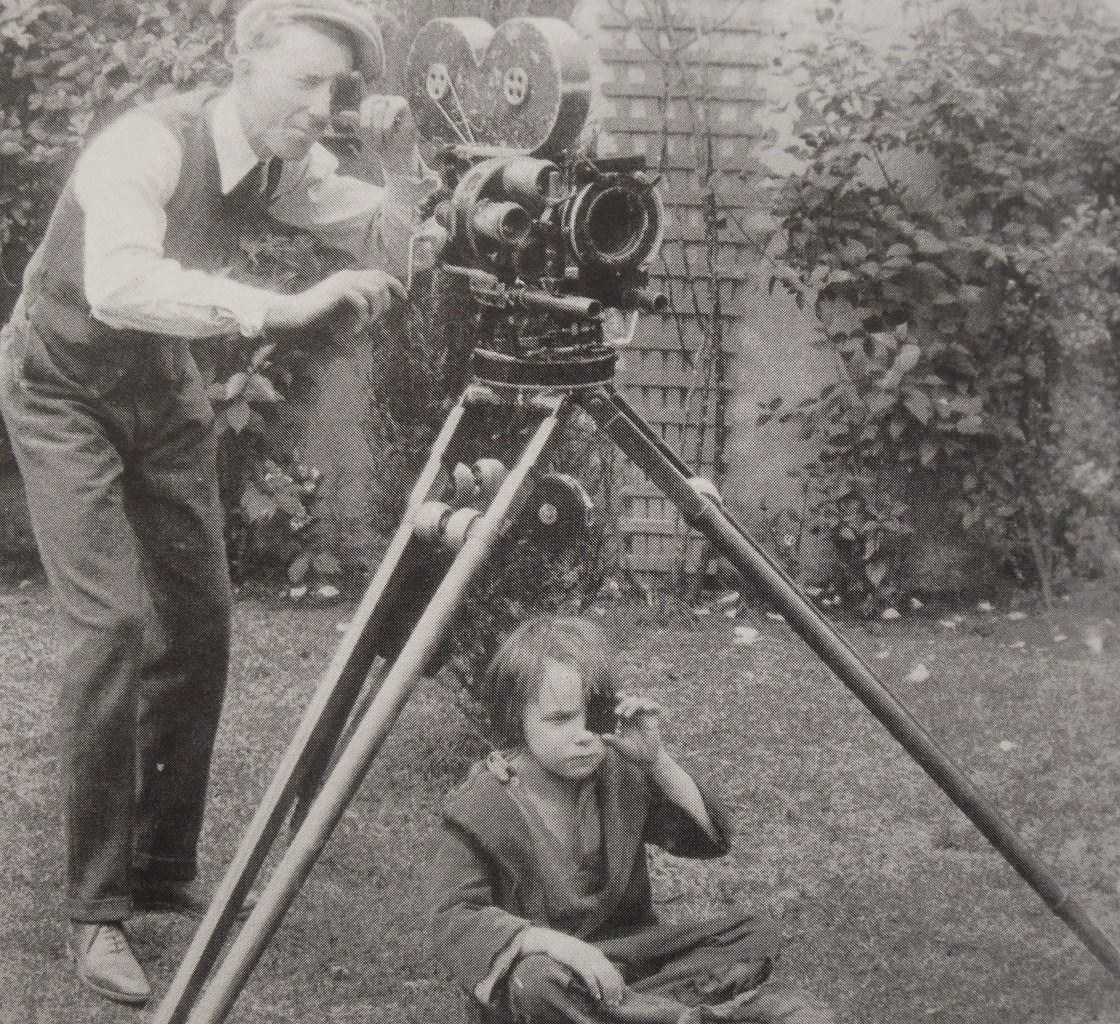
Glen MacWilliams avec Jackie Coogan durant le tournage du film

- Scénario : Frank Lloyd et Harry Weil, d'après le roman éponyme de Charles Dickens
- Intertitres : Walter Anthony
- Musique : John Muri
- Chanson : Vaughn De Leath
- Photographie : Glen MacWilliams, assisté de Robert Martin
- Montage : Irene Morra
- Production : Sol Lesser
- Société de production : Jackie Coogan Productions
- Société de distribution : First National Pictures (États-Unis)
- Pays de production :  États-Unis
- Genre : Drame
- Durée : 98 minutes
- Date de sortie : 
  - États-Unis : 30 octobre 1922

## Distribution
- James A. Marcus : Mr. Bumble
- Aggie Herring : Mrs. Corney
- Jackie Coogan : Oliver Twist
- Nelson McDowell : Sowerberry
- Lewis Sargent : Noah Claypole
- Joan Standing : Charlotte
- Carl Stockdale : Monks
- Edouard Trebaol : The Artful Dodger
- Lon Chaney : Fagin
- Taylor Graves : Charlie Bates
- George Siegmann : Bill Sikes
- Gladys Brockwell : Nancy Sikes
- Lionel Belmore : Mr. Brownlow
- Florence Hale : Mrs. Bedwin
- Joseph Hazelton : Mr. Grimwig
- Esther Ralston

## Adaptations
Les adaptations d'Oliver Twist.